# Raveniopsis peduncularis
Raveniopsis peduncularis là một loài thực vật có hoa trong họ Cửu lý hương. Loài này được Pittier & Lasser miêu tả khoa học đầu tiên năm 1944.